# Elden Henson

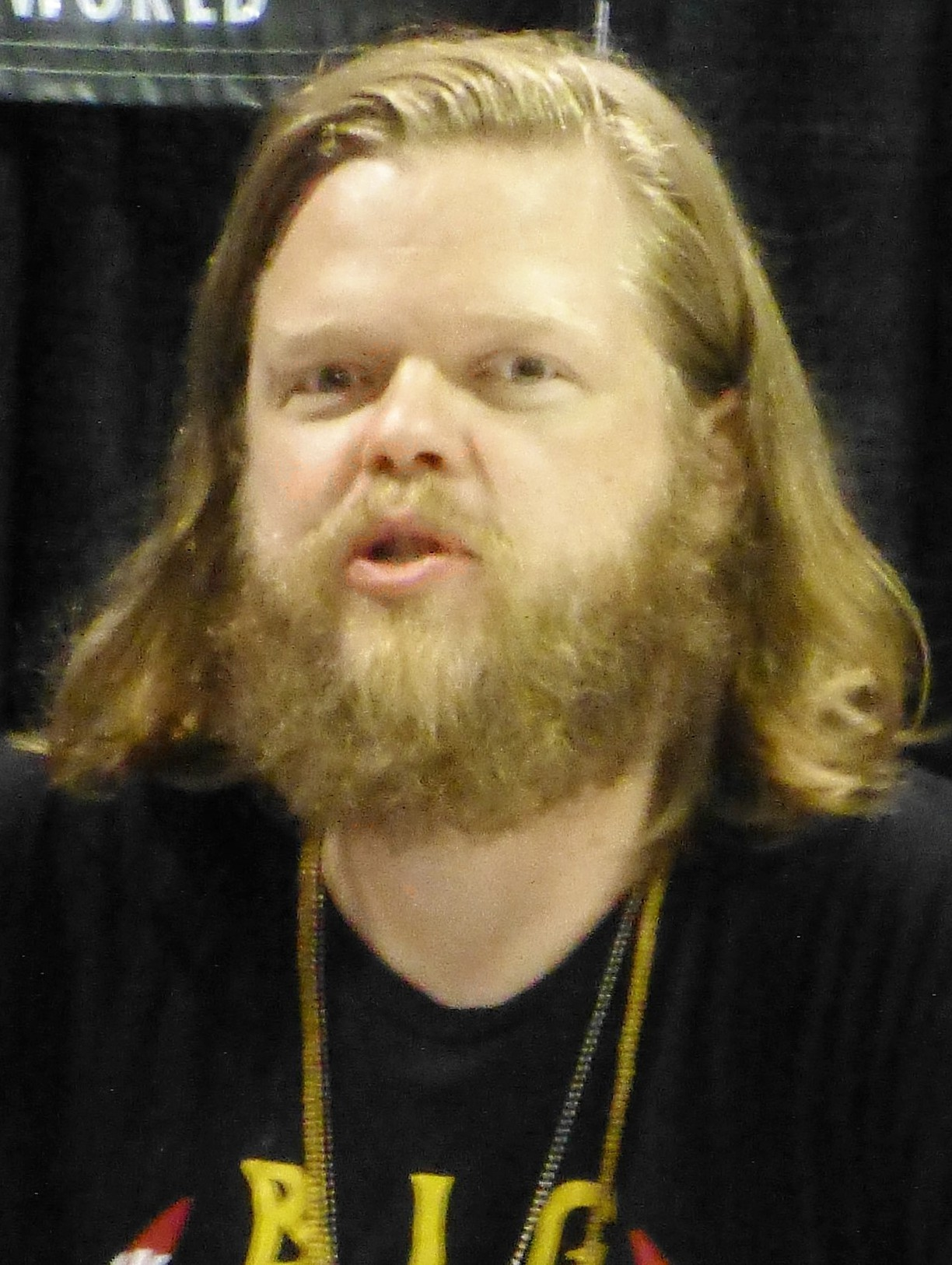
Elden Henson in 2016

Elden Henson (Rockville (Maryland), 30 augustus 1977), geboren als Elden Ryan Ratliff, is een Amerikaans acteur.

## Biografie
Henson werd geboren in Rockville (Maryland) en groeide op in Hudson County. Hierna studeerde hij af aan de Emerson College in Boston.
Henson begon als jeugdacteur in 1982 met acteren in de televisieserie As the World Turns, waarna hij nog meerdere rollen speelde in televisieseries en films.
Henson is naast acteur ook een actief drummer. Hij woont in Los Angeles en Nashville (Tennessee).

## Filmografie

### Films
Uitgezonderd korte films.
- 2023 Killers of the Flower Moon - als Duke Burkhart
- 2020 Max the Mighty - als verteller (stem)
- 2018 Spivak - als Kevin Oberkfell
- 2015 The Hunger Games: Mockingjay - Part 2 - als Pollux
- 2014 The Hunger Games: Mockingjay - Part 1 - als Pollux
- 2013 jOBS – als Andy Hertzfeld
- 2009 Not Since You – als Joey Fudgler
- 2007 Rise: Blood Hunter – als Taylor
- 2006 Déjà Vu – als Gunnars
- 2005 Lords of Dogtown – als Billy Z
- 2005 The Moguls – als verkoper
- 2005 Marilyn Hotchkiss’ Ballroom Dancing & Charm School – als jonge Steve Mills / Samson
- 2004 The Butterfly Effect – als Lenny
- 2003 Evil Alien Conquerors – als Ron
- 2003 Under the Tuscan Sun – als schrijver
- 2003 The Battle of Shaker Heights – als Bart Bowland
- 2003 Dumb and Dumberer: When Harry Met Lloyd – als Turk
- 2002 Cheats – als Sammy
- 2001 O – als Roger Calhoun
- 2001 Manic – als Michael
- 2000 Cast Away – als Elden Madden
- 1999 A Gift of Love: The Daniel Huffman Story – als Daniel Huffman
- 1999 Idle Hands – als Pnub
- 1999 She's All That – als Jesse Jackson
- 1998 The Mighty – als Maxwell Kane
- 1996 D3: The Mighty Ducks – als Fulton Reed
- 1996 Foxfire – als Bobby
- 1994 D2: The Mighty Ducks – als Fulton Reed
- 1992 The Mighty Ducks – als Fulton Reed
- 1992 Radio Flyer – als visservriend
- 1989 Turner & Hooch – als Eric Boyett
- 1988 Elvis and Me – als Don Beauileu (10 jaar oud)
- 1987 Jaws: The Revenge – als stem

### Televisieseries
Uitgezonderd eenmalige gastrollen.
- 2025 Daredevil: Born Again - als Foggy Nelson - 2 afl.
- 2021-2022 The Mighty Ducks: Game Changers - als Fulton Reed - 2 afl.
- 2015-2018 Daredevil - als Foggy Nelson - 38 afl.
- 2017 The Defenders - als Foggy Nelson - 5 afl.
- 2014 Intelligence – als Amos Pembroke – 2 afl.
- 2010 El Dorado – als Gordon – 2 afl.
- 2007 Smith – als Matthew Marley – 4 afl.
- 1982-1985 As the World Turns – als Paul Ryan – 2 afl.

- Gemeinsame Normdatei: 141933070
- International Standard Name Identifier: 0000 0000 9453 8530
- Library of Congress Control Number: no99035857
- MusicBrainz: 437d442a-7312-4f85-ab32-336e38603f18
- Système universitaire de documentation: 185612628
- Virtual International Authority File: 139143060